# Aulosepalum
Aulosepalum es un género de orquídeas de la subfamilia Orchidoideae.  Nativos desde México a Panamá.

## Taxonomía
El género fue descrito por Leslie A. Garay y publicado en Botanical Museum Leaflets 28(4): 298. 1982.

## Especies deAulosepalum
A continuación se brinda un listado de las especies del género Aulosepalum aceptadas hasta mayo de 2011, ordenadas alfabéticamente. Para cada una se indica el nombre binomial seguido del autor, abreviado según las convenciones y usos y la publicación válida.
1. Aulosepalum hemichrea (Lindl.) Garay, Bot. Mus. Leafl. 28: 298 (1980 publ. 1982)
2. Aulosepalum nelsonii (Greenm.) Garay, Bot. Mus. Leafl. 28: 298 (1980 publ. 1982)
3. Aulosepalum oestlundii (Burns-Bal.) Catling, Lindleyana 4: 185 (1989)
4. Aulosepalum pulchrum (Schltr.) Catling, Lindleyana 4: 185 (1989)
5. Aulosepalum ramentaceum (Lindl.) Garay, Bot. Mus. Leafl. 28: 298 (1980 publ. 1982)
6. Aulosepalum tenuiflorum (Greenm.) Garay, Bot. Mus. Leafl. 28: 298 (1980 publ.1982)